# (245158) Thomasandrews
(245158) Thomasandrews est un astéroïde de la ceinture principale.

## Description
(245158) Thomasandrews est un astéroïde de la ceinture principale. Il fut découvert le 13 octobre 2004 à Vail-Jarnac par Tom Glinos et David H. Levy. Il présente une orbite caractérisée par un demi-grand axe de 2,19 UA, une excentricité de 0,23 et une inclinaison de 3,8° par rapport à l'écliptique.

## Compléments